# Altopiano dello Sciliar

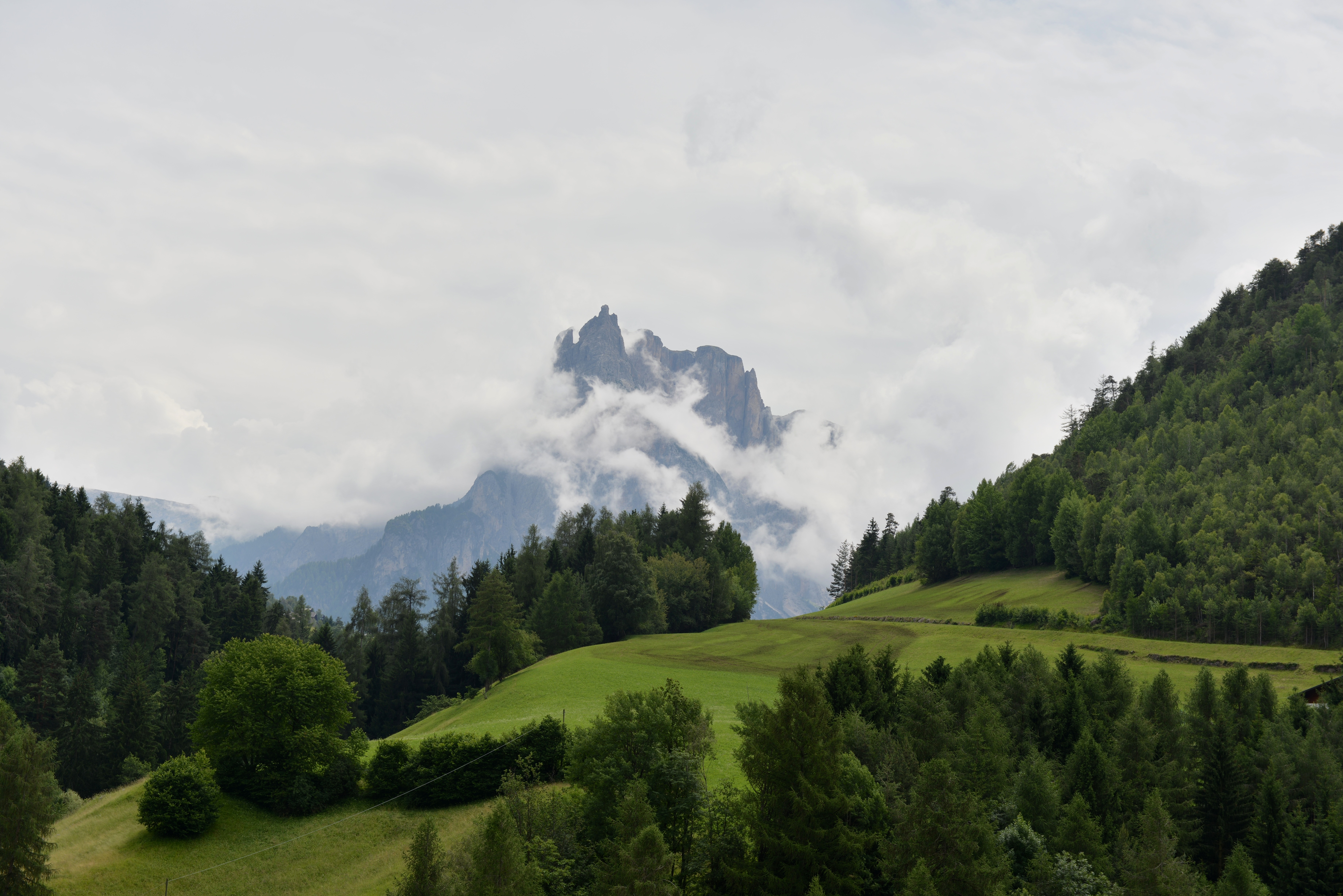
Lo Sciliar visto da Castelrotto

Per altopiano dello Sciliar si intende una bassa montagna situata nella parte bassa della Valle Isarco in Alto Adige.
L'altopiano dello Sciliar si eleva sopra la gola dell'Isarco sulla sinistra orografica, nel versante orientale della valle. Si trova a monte del massiccio dello Sciliar e dell'Alpe di Siusi ed è limitato a nord dalla Val Gardena e a sud dalla Val di Tires. L'area settentrionale dello Sciliar appartiene al comune di Castelrotto, mentre quella meridionale a quello di Fiè allo Sciliar.
Parti dell'area sono protette nel parco naturale dello Sciliar-Catinaccio.

## Leggende
Fin dal Medioevo l'altopiano dello Sciliar è associato alle streghe. La leggenda vuole che le streghe si radunassero sull'altopiano e da lì lanciassero temporali. Tra il 1506 e il 1510 sette donne furono processate e uccise per stregoneria presso il castello di Presule.